# Aquatunnel
Aquatunnel (en luxemburgués: Tunnel ënner der Stad Lëtzebuerg) es troba a la ciutat de Luxemburg i connecta el Pétrusse amb Pfaffenthal. És de 900 metres de longitud, 4,40 m d'amplada, 3,25 m d'alçada i està en una mitjana de 60 m per sota el terra de la ciutat. La temperatura al túnel, està tot l'any, entre els 12 a 14 °C.

## Història
El 1950 hi havia un col·lector per a les aigües residuals de la zona de Merl, Belair i Cessange pel Pétrusse, Grund, Clausen i Pfaffenthal fins després arribar a Beggen, però va resultar massa petit per portar totes les aigües residuals, per la qual cosa es va haver de cercar una solució.
El recorregut llarg d'uns 3.300 metres era sota les cases, una extensió massa difícil i cara. Per això es va idear un pla per a un nou túnel recte sota la ciutat.
El juliol de 1961, va començar l'obra, i quasi dos anys més tard, a l'agost de 1963, el túnel es va acabar canviant la ruta del canal. També protecció civil va mostrar interès, pel túnel com un refugi antiaeri.
El túnel sota la ciutat també té una connexió a la fortalesa de Luxemburg: hi ha un accés a l'antiga font de la Plaça d'Armes. Avui dia els alumnes de les classes de les escoles o les persones poden participar en visites guiades a través del túnel.

## Aquatunnel 2011

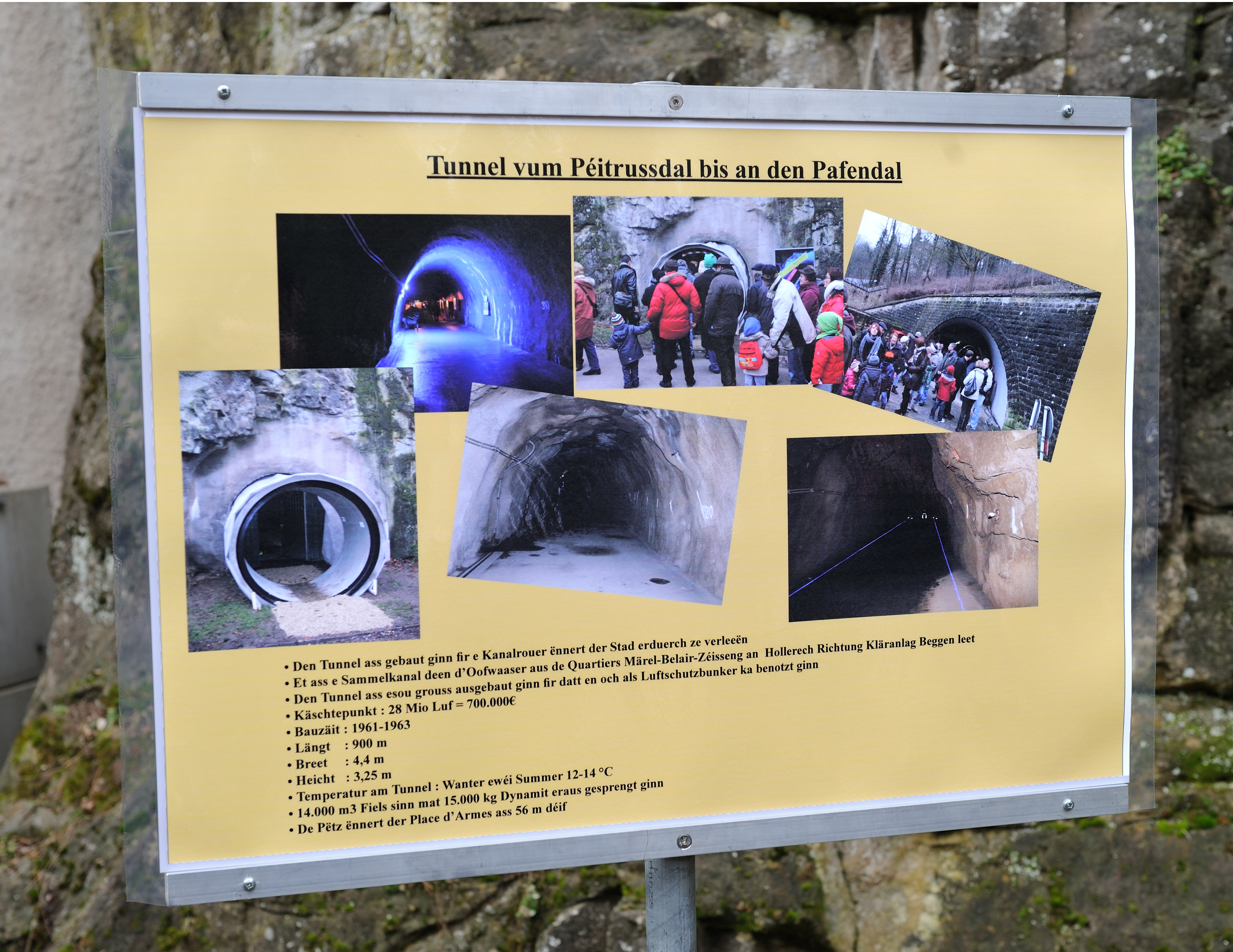
Informació sobre l'exposició del 2011

Entre el 23 de gener i el 13 de febrer de 2011, el departament d'aigua de la ciutat de Luxemburg va organitzar una exposició sobre el cicle de l'aigua dins el túnel. Els visitants podien passar per tot el túnel, l'exposició va tenir uns 8.500 espectadors.